# شیمون یوروفسکی
شیمون یوروفسکی (اسلواکی: Šimon Jurovský؛ ۸ فوریهٔ ۱۹۱۲ – ۸ نوامبر ۱۹۶۳) موسیقی‌دان، آهنگساز، طراح رقص و رهبر ارکستر اهل اسلواکی بود.
از فیلم‌ها یا مجموعه‌های تلویزیونی که وی در آن‌ها نقش داشته‌است، می‌توان به چتر سنت پیتر اشاره نمود.